# App.net
App.net — соціяльна мережа, вільна від реклами, і платформа для створення додатків. Сервіс мікроблогінгу Alpha, який входить до App.net, є сполучним для решти сервісів, написаних сторонніми розробниками, і центром управління профілем користувача.

## Історія
Назва «App.net» раніше належала сервісу для демонстрації додатків, проте 13 липня 2012 р. компанія Mexed Media Labs повідомила, що віднині сайт буде платформою для соціяльних сервісів. Alpha стала першим вебдодатком платформи, і за принципом роботи нагадує Твіттер, але без реклами та супутніх такій моделі монетизації недоліків. Mixed Media Labs почали збір коштів на відкриття платформи за схемою краудфандингу 13 липня 2012 р., та повинні були зібрати не менше 500,000$ від 10,000 донорів за 30 днів. За місяць, 13 серпня 2012 року, кампанія завершилася, зібравши 11,000 пожертв на суму 750,000$.
1 вересня 2012 р. App.net для девелоперів запровадив підтримку аннотацій для приєднання додаткових метаданих до записів у Alpha, що дозволило збільшити функціональність додатків та сервісів, побудованих на App.net. За місяць, 1 жовтня, платформа впровадила заохочувальну програму для девелоперів: 20,000$ зі спеціального фонду щомісячно розподіляються між авторами найбільш популярних додатків.
29 листопада 2012 р. App.net впровадив систему запрошень: кожен користувач міг дати можливість новому користувачу протягом одного місяця безкоштовно користуватись сервісом та додатками.
25 лютого 2013 р. App.net перейшла на бізнесову модель freemium. Обмеження безкоштовно створених облікових записів не дозволяють читати більше 40 користувачів Alpha водночас та завантажувати файли об'ємом більше 10 Мб кожен (з 2 Гб доступного місця).
Станом на 19 липня 2013 р. в App.net зареєстровано 133,000 користувачів, котрі створюють приблизно 45,000 записів щодоби.